# Aleksandra Soldatova
Aleksandra Sergeevna Soldatova (in russo Алексàндра Сергèевна Солдàтова?; Sterlitamak, 1º giugno 1998) è una ginnasta russa membro della nazionale senior individuale dal 2014.

## Biografia
Nata a Sterlitamak, a 6 anni, fu spinta dalla mamma comincia a praticare ginnastica ritmica alla Pushkino sotto il distretto di Mosca.  In seguito è stata notata dall'allenatrice Anna Shumilova e si è quindi trasferita alla Dinamo Dmitrov, all'interno dello stesso distretto.

### Carriera

#### Junior
Soldatova ha fatto il suo debutto giovanile in campo internazionale nel 2011 partecipando all'Irina Deleanu Cup, competizione nella quale ha vinto l'oro nella finale all-around e alle specialità nastro, clavette e cerchio. Ha poi gareggiato alla World Club Cup, l'Aeon Cup nel 2011 a Tokyo, in Giappone, dove ha vinto il concorso junior all-around insieme alla squadra della Gazprom. Ai campionati nazionali russi junior, ha vinto il bronzo nel 2012 e l'argento nel 2013 sempre nel concorso generale.
Nel 2012 ha iniziato la stagione prendendo parte al Grand Prix di Mosca. In seguito ha vinto l'oro in tutte le specialità al Torneo Internazionale Schmiden, prima di vincere nuovamente l'oro nel concorso a squadre all'MTM Lubiana insieme alle connazionali Arina Averina e Dina Averina. Dopo aver vinto l'oro nel nastro alla Pesaro Junior World Cup 2012, Soldatova ha vinto il titolo all-around alla Sofia Junior World Cup 2012 oltre a tutte le finali degli attrezzi. Ai campionati europei giovanili del 2012, Soldatova ha vinto la medaglia d'oro nel nastro e ha contribuito alla conquista della medaglia d'oro nella gara a squadre insieme alle compagne Jana Kudrjavceva, Julija Sinicina e Diana Borisova.
Nel 2013 Soldatova partecipa alla 6ª edizione dei giochi estivi studenteschi vincendo l'all-around davanti alle gemelle Averina, così come l'oro al nastro e l'argento alle discipline clavette e cerchio. Nei mesi di ottobre, novembre, dicembre viene scelta dalla squadra italiana dell'ASU ginnastica ritmica come straniera per il campionato di serie A2.

#### Senior
Nel 2014 Soldatova ha fatto parte della squadra di riserva della nazionale russa, tuttavia è riuscita a fare il suo debutto internazionale da senior partecipando al Grand Prix di Mosca dove ha vinto la medaglia di bronzo nell'all-around dietro alle gemelle Averina (Arina e Dina). La Soldatova ha disputato la sua prima Coppa del Mondo sostituendo Julija Sinicina nella tappa di Debrecen 2014 Soldatova, concludendo al 1º posto nell'all-around con un punteggio totale di 70,750 punti. In finale specialità, ha vinto l'oro nelle clavette (18,067) e nastro (17,633), argento alla palla (17,583) e bronzo al cerchio (17,283). In aprile, la Soldatova ha gareggiato nella Baltic Hoop 2014 dove ha vinto la medaglia d'oro all-around, davanti alla compagna di squadra Arina Averina e alla bielorussa Kacjaryna Halkina. Ha vinto ben 3 finali di specialità (cerchio, clavette, nastro) ed è finita 4ª alla palla. Sempre nel mese di aprile ha fatto la sua prima apparizione da senior ai campionati russi dove ha vinto la medaglia di bronzo all-around dietro a Jana Kudrjavceva (oro) e Margarita Mamun (argento). Nel mese di maggio la Soldatova ha partecipato alla sua seconda Coppa del Mondo a Corbeil-Essonnes piazzandosi 4ª nell'all-around dietro Hanna Rizatdinova; in quella edizione la ginnasta russa è giunta prima alla palla. La Soldatova ha poi preso parte alla tappa di Tashkent della Coppa del Mondo vincendo il bronzo nell'all-around dietro Margarita Mamun e Jana Kudrjavceva. Nel mese di luglio la Soldatova ha partecipato alla Izmir Cup vincendo l'all-around davanti a Marija Titova, si è inoltre qualificata in tutte le 4 finali di specialità vincendo l'oro nel nastro e altre 3 medaglie d'argento (cerchio, palla e clavette). Nel mese di agosto Aleksandra è stata invitata a un evento internazionale in Brasile, dove ha fatto incetta di medaglie d'oro con i punteggi più alti nell'all-around (71.500 punti) e in tutte le finali degli eventi (cerchio: 18,150; palla: 17,650; clavette: 18,200; nastro: 18,000). In settembre Soldatova (insieme a Jana Kudrjavceva e Margarita Mamun) ha rappresentato la Russia ai campionati mondiali di ginnastica ritmica 2014: gareggiando solo in due attrezzi, ottenendo 17,675 punti alla palla e 18,050 punti nel cerchio, ha contribuito alla vittoria della medaglia d'oro nel concorso a squadre con un totale di 147,914 punti. Partecipa infine per la seconda volta di seguito al campionato italiano di serie A2 con L'ASU contribuendo alla promozione della società in serie A1.
Nel 2015 prende parte al Grand Prix di Mosca mentre più avanti gareggia alla World Cup di Lisbona dove vince alla palla, nastro e clavette. Alla Coppa del Mondo di Pesaro vince l'oro alla palla e il bronzo nell'all-around.
Nell'agosto 2016 si reca con le sue compagne Mamun e Kudrjavceva alle Olimpiadi di Rio de Janeiro 2016, ma senza gareggiare dato che il CIO ha imposto la partecipazione di un massimo di due atleti appartenenti alla stessa nazione. Soldatova funge solo da riserva, poiché Kudrjavceva pareva non essersi ripresa del tutto dal suo infortunio alla caviglia destra.
Insieme alle gemelle Averina e alla squadra juniores russa vince la medaglia d'oro agli Europei di Budapest 2017, oltre a ottenere altri due secondi posti nel cerchio e nella palla, mentre nel nastro non va oltre il quarto posto dietro la bulgara Nevjana Vladinova. Non riuscendo a riprendersi completamente da un infortunio, manca i Mondiali di Pesaro 2017 e successivamente una frattura alla gamba sinistra le impedisce di prendere parte anche agli Europei di Guadalajara 2018. 
Torna a disputare i campionati mondiali a distanza di tre anni a Sofia 2018, vincendo insieme alle gemelle Averina la medaglia d'oro nella gara a squadre e ottenendo da individualista un altro primo posto nel nastro, l'argento nella palla e il bronzo nell'all-around.
Agli Europei di Baku 2019, insieme alle gemelle Averina e alla squadra juniores russa, vince ancora una volta la medaglia d'oro nella gara a squadre e ottiene poi due secondi posti nella palla e nel nastro. Ai Nazionali Russi del 2019 arriva solo nona, molto sotto le aspettative di tutti. Alla World Challenge Cup di Portimão, in Portogallo, vince l'oro nell'all-around davanti a Milena Baldassarri e Alina Harnas'ko. Al cerchio arriva ottava in seguito ad una perdita d'attrezzo, mentre alla palla è terza dietro a Milena Baldassarri e Alexandra Agiurgiuculese. Per via di un problema di salute non partecipa alle finali di specialità di clavette e nastro.

## Palmarès
- Campionati mondiali di ginnastica ritmica

Smirne 2014: oro nella gara a squadre.
Stoccarda 2015: oro nella gara a squadre, argento nel cerchio e nelle clavette.
Sofia 2018: oro nel nastro e nella gara a squadre, argento nella palla, bronzo nell'all-around.
- Campionati europei di ginnastica ritmica

Minsk 2015: oro nella gara a squadre.
Budapest 2017: oro nella gara a squadre, argento nel cerchio e nella palla.
Baku 2019: oro nella gara a squadre, argento nella palla e nel nastro.
- Europei juniores

Nižnij Novgorod 2012: oro nel nastro e nella gara a squadre.